# 六甲のおいしい水
六甲のおいしい水（ろっこうのおいしいみず）は、1983年から2010年までハウス食品（現在のハウス食品グループ本社）が、2010年から2012年までアサヒ飲料が発売していた、ミネラルウォーターである。
アサヒ飲料の登録商標（日本第3137815号ほか）である。
2012年からは、同じものが「アサヒおいしい水」のラインナップ「アサヒ おいしい水 六甲」として販売されている。

## 水
かつての泉源は神戸市灘区篠原南町6-1-25で、六甲山系の花崗岩層をくぐり抜けた水であった。
採取地が住宅地の中（周りはマンションやグルメシティ灘店）と意外な場所にあったため写真週刊誌で記事にされたこともある。この土地は以前、六甲牧場という、かつて存在した小規模な牛乳飲料メーカーの工場跡であった。
六甲のおいしい水は、工場跡の井戸を基礎として採水し、トレーラーで大和郡山市の奈良工場まで運ばれてボトリング（瓶入れ）されていた。ミネラルウォーターの作り方としてはやや特殊であった（普通は採水地でボトリングまでを行う）。
2004年に西区井吹台東町に新しく六甲工場を建設し、現在2リットル入りの製品はこの工場で原水を直接採水しボトリングまで一貫して生産するようになっている。なお、500ミリリットル入りの製品はこの時点では奈良工場で生産されていたが、後に灘区の泉源は廃止されている。
ミクロフィルターで無菌化し、熱を加えずに無菌ルームでボトル詰めする「フレッシュ無菌パック製法」を採用している。

## 歴史

### ハウス時代
ハウス食品により1983年に発売。日本国内での家庭用ミネラルウォーターのさきがけ的存在である。
当初は法的規制で加熱殺菌が必要だったので、中がアルミ箔でコーティングされた1リットル紙パックで発売された。1990年代に入ると規制緩和で加熱殺菌が不要になったので、現在のようにペットボトルで発売されるようになった。
現在、主流となっている角型で冷蔵庫のポケットに収まる2リットルボトルを最初に発売したのも、この製品であり、その後広くこの形が採用され、現在では2リットルペットボトルの主流となっている。また海外にも輸出されており、高級ミネラルウォーターとして珍重されている。

### アサヒ時代
2010年4月8日、アサヒビールグループの飲料メーカーアサヒ飲料が、53億円で同事業及び六甲工場・灘採水場の土地建物設備を取得したことを発表。同年5月末に事業譲受を完了し、同年6月から製造開始。そして、同年7月6日より発売を開始した。これで、アサヒ飲料が発売するミネラルウォーターは「富士山のバナジウム天然水」（取水地は山梨県富士吉田市）との2ブランド体制となった。
2011年10月製造分からは側面の蛇腹構造、ボトル肩部分の傾斜角度、底面に溝を入れるなどの工夫を行って十分な強度を確保しつつ、従来品よりも25~28%の軽量化を実現した新型2Lペットボトル「らくエコボトル」を導入した。

### おいしい水 六甲
2012年6月5日には製造拠点の複数化による供給能力向上と安定化を目的に全面刷新を行い、商品名を「六甲のおいしい水」から「おいしい水 六甲」に改めたうえで、販売エリアを西日本に限定した（稀に岐阜県や愛知県、三重県、北陸3県のオークワや平和堂にも置かれることもある。）。一方で、東日本（稀に滋賀県のバローにも置かれることもある。）には「おいしい水 富士山」（取水地は静岡県富士宮市）が販売される。
同時に復活設定となった小型サイズは従来品比20%増量の600mlとなった。
なお、「おいしい水 富士山」と「富士山のバナジウム天然水」は、取水地・栄養成分が異なる（「おいしい水 富士山」にはバナジウムが含まれておらず、その他の成分（カルシウム、マグネシウムなど）の含有量が異なる）ことから、現在も2ブランド体制で製造・販売されている。

## 宣伝
1990年代初期は、西城秀樹がコマーシャルに出演した。
1990年代は中期は、二代目中村吉右衛門出演のコマーシャルと、園まりが歌うコマーシャルソングが有名だった、2000年代前半からは平愛梨も加わった。
2005年には阪神タイガースの今岡誠が出演し、翌年からは同じく阪神タイガースから矢野燿大も加わった。
2007年には宝塚歌劇団からの選抜メンバー5人で結成したユニット・AQUA5がコマーシャル出演し、AQUA5メンバーの写真入りの限定ラベル商品が発売された。
2008年は藤川球児、矢野のバッテリーでコマーシャル出演。
2012年は鈴木福がコマーシャルに出演していた。
2016年現在は、六代目中村勘九郎がコマーシャルに出演している。

## パッケージ
ペットボトルの上部と底部に「水」という文字が0.3ミリ浮き上がるレリーフ処理が施されている、また2リットル入り製品の輸送の一部には鉄道コンテナが使われており、ペットボトルとしては初めてエコレールマーク認定を受けた。
前述の通り、2010年7月6日から製造・販売・商標の権利をアサヒ飲料が継承したが、ラベルのデザインはハウス食品時代の物をそのまま使用し、ラベル部分の「House」のロゴ表記が「Since 1983」に変更された。
「Asahi」ロゴはラベル右下の容量表記の上に書かれていたが、2011年5月24日にパッケージデザインをリニューアルし、「Asahi」ロゴの位置をラベル左下に変更した。
現行の「おいしい水」は従来の「六甲のおいしい水」のパッケージデザインを踏襲している。

## It’s
ハウス食品は1980年代中期に、この地からとれる水と、果物からとった自然の果汁をミックスした250mlのボトル入り飲料「It’s」（イッツ）を販売した。CMキャラクターには西城秀樹を起用。この他、山本達彦による「フェアリー・プリンセス〜It’s you」をバックにオードリー・ヘプバーン主演映画のワンシーンを流用したCMも放映された。
アップル、レモンライム、グレープフルーツ、オレンジライムの4種類が販売された。

## 不当表示
公正取引委員会は2008年6月17日、景品表示法違反（優良誤認）でハウス食品に排除命令を出した。
公取委によると、2リットルボトルの水を製造する六甲工場が神戸市西区にあり、神戸市灘区の500ミリリットルと1.5リットルの採水場から17キロ離れた場所で採水していること。また、「花崗岩内のミネラルを溶かし込み」とラベルで表示していたが、西区の六甲工場は大阪層群で六甲山系の地下水が流れているとは考えにくく、また、六甲山系から西区の工場に至るまでに透水性の悪い粘土層や高塚山断層があり地下水が流れるとは考えにくく、たとえ地下水が流れたとしても長年かけて粘土層を通るためミネラル分が失われるためだと発表している。
そして、2リットルボトルの水には、花崗岩質に多く含まれるカルシウム分が灘区の採水場より4分の1しか含まれていない。